# Euphorbia discoidalis
Euphorbia discoidalis är en törelväxtart som beskrevs av Alvin Wentworth Chapman. Euphorbia discoidalis ingår i släktet törlar, och familjen törelväxter. Inga underarter finns listade i Catalogue of Life.